# Aiguillat nez court
Squalus megalops
Espèce
L’Aiguillat nez court (Squalus megalops) est un requin de la famille des Squalidae. On le trouve à des profondeurs de 30 à 750 m sur la côte orientale de l'Australie, à Madagascar, à La Réunion. Sa longueur va jusqu'à 71 cm. On pense qu'il peut vivre jusqu'à 75 ans.